# Імелево
Іме́лево (рос. Имелево, чув. Имел) — присілок у складі Канаського району Чувашії, Росія. Входить до складу Ямашевського сільського поселення.
Населення — 176 осіб (2010; 241 у 2002).
Національний склад:
- чуваші — 100 %